# Lantaarns en fonteinen aan het Beursplein
De Lantaarns en fonteinen op het Beursplein zijn kunstwerken in Amsterdam-Centrum. Ze vormen gezamenlijk sinds 22 april 2002 een rijksmonument.
Het ontwerp van zowel het straatmeubilair als het Beursplein zelf is van Berlage en stamt uit 1902, toen er nog volop aan de Beurs werd gebouwd.
Twee lantaarns staan op het bordes van het gebouw. De ander vier lantaarns en de twee fonteinen kregen een plek aan de twee lange zijden van het Beursplein: langs het Damrak en langs de gevelwand waar eerst het Biblehotel stond en in 1913 de Amsterdamse effectenbeurs van Joseph Cuypers verrees.
De lantaarns zijn gemaakt van gietijzer en staan op een Eiffeltorenachtige manier op een granieten sokkel. De vier voeten dragen een cilinder van fijn maaswerk in een ruitvormig patroon. Daarop een sierlijke ovale vorm die bovenin vermalt en eindigt in een kroontje met het ophangpunt voor de lichtbron. Net boven het midden van de cilinder is een kraag van rozetten aangebracht.
Berlage drong er bij de gemeente sterk op aan de lichtornamenten op het Beursplein elektrisch te verlichten door middel van booglampen. Zo zouden ze één geheel vormen met de twee lantaarns op het bordes, de elektrische lichtmasten op het Stationsplein en de geplande elektrische verlichting langs het Damrak. In de ‘Nieuwe Beurs’ paste Berlage zelf deze moderne energiebron toe voor de lampen, de lift en de centrale verwarming. Daarvoor werd een eigen, tijdelijke centrale in het gebouw aangebracht, in afwachting van de eerste gemeentelijke elektriciteitscentrale die in 1904 klaar was. De in 1903 op het Stationsplein geplaatste lichtmasten, ook een ontwerp van Berlage, waren de eerste tijd dan ook aangewezen op de centrale van de Nieuwe Beurs. Op foto’s van de opening van het gebouw door koningin Wilhelmina in 1903 zijn de lantaarns op het bordes en het Beursplein nog niet te zien. Waarschijnlijk zijn ze aan het einde van dat jaar geplaatst. De booglampen volgden in 1904.
Wellicht is het oorspronkelijk de bedoeling geweest in de krans van rozetten lampjes aan te brengen. Bij een renovatie in 1975 trof men op halve hoogte van de lantaarns een ronde koperen doos aan, met pijpjes naar elk van 20 rozetten. Men besloot toen een ring van gloeilampjes aan te brengen, beschermd door een kapje van macrolon (een soort kunststof). Dit bleek  ̶  misschien opnieuw  ̶  een kwetsbare constructie. Begin jaren negentig werden ze vervangen door kleine bollen, in een iets lichtere tint dan de cilinder, zodat een lichtgevend effect ontstaat. Bij deze restauratiebeurt maakte de in 1975 op een staaf aangebrachte bolvormige armatuur plaats voor een moderne versie van de oude booglampen. Bij de laatste opknapbeurt van de lantaarns in 2017 bleven de booglampen, maar zijn de rozetten leeg gelaten.
De twee fonteinen zijn geplaatst in een ronde, uit acht segmenten bestaande bak van graniet. De fonteinbak/het waterreservoir staat op vier poten stevig in het die bak. De waterspuwers zijn ook van natuursteen, zijn abstract van vorm en zitten in het boveneind van het waterreservoir, waardoor het water naar beneden valt. In dat reservoir staat  een cilindervormige verhoging waarin vier waterspuwers zijn verwerkt. Op de verhoging staat dan weer een gietijzeren sierbekroning, die ook nog een waterspuwer heeft die haar water haalt uit de ronde bak.
De objecten verdwenen in 2017/8 tijdelijk van het plein dat werd heringericht  in verband met de komst van een ondergrondse fietsenstalling. Restauratie en herinrichting maakten deel uit van de zogenaamde Rode loper, een toeristenroute tussen Station Amsterdam Centraal en het Paleis op de Dam.
De lantaarns hebben vanaf ongeveer 1908 aan de kant van het Damrak assistentie gehad van de elektrische lichtmasten die Berlage ontwierp voor de doorgaande wegen in de stad. Ze deden in hoogte zeker niet onder voor de bijzonder vormgegeven lichtornamenten die in 1991 langs het Damrak werden geplaatst. Deze blauw-groene objecten van de Amsterdamse ontwerpers Alexander Schabracq en Ton Postma deden, net als de lichtmastontwerpen van Berlage destijds, veel stof opwaaien. Ze hielden het echter het een stuk korter uit en zijn vervangen door lichtarmaturen die hangen aan over de straat gespannen draden.

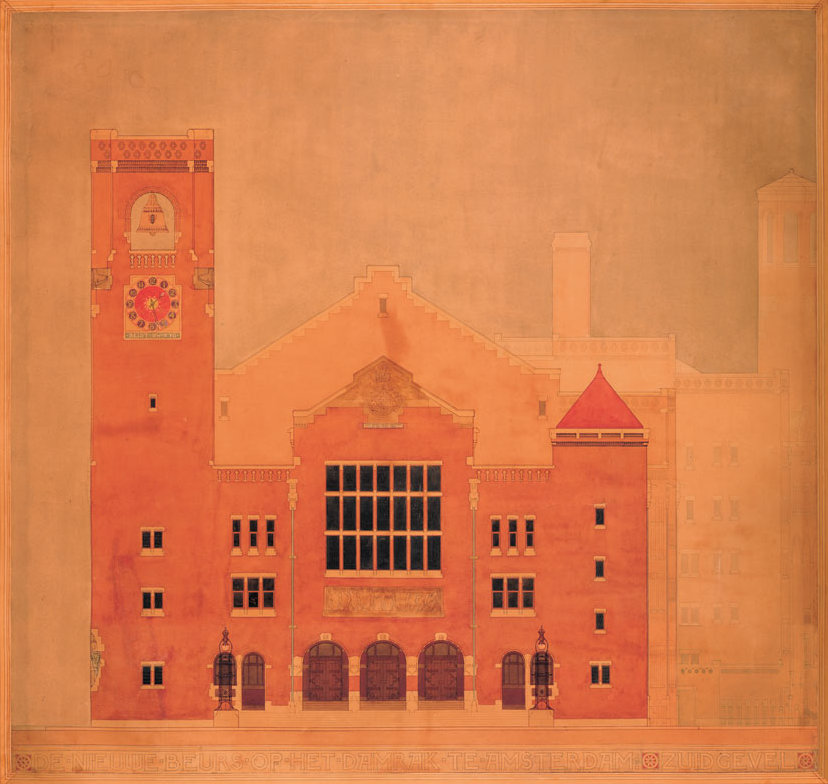
Twee van de zes lantaarns staan op de ontwerptekening van rond 1900
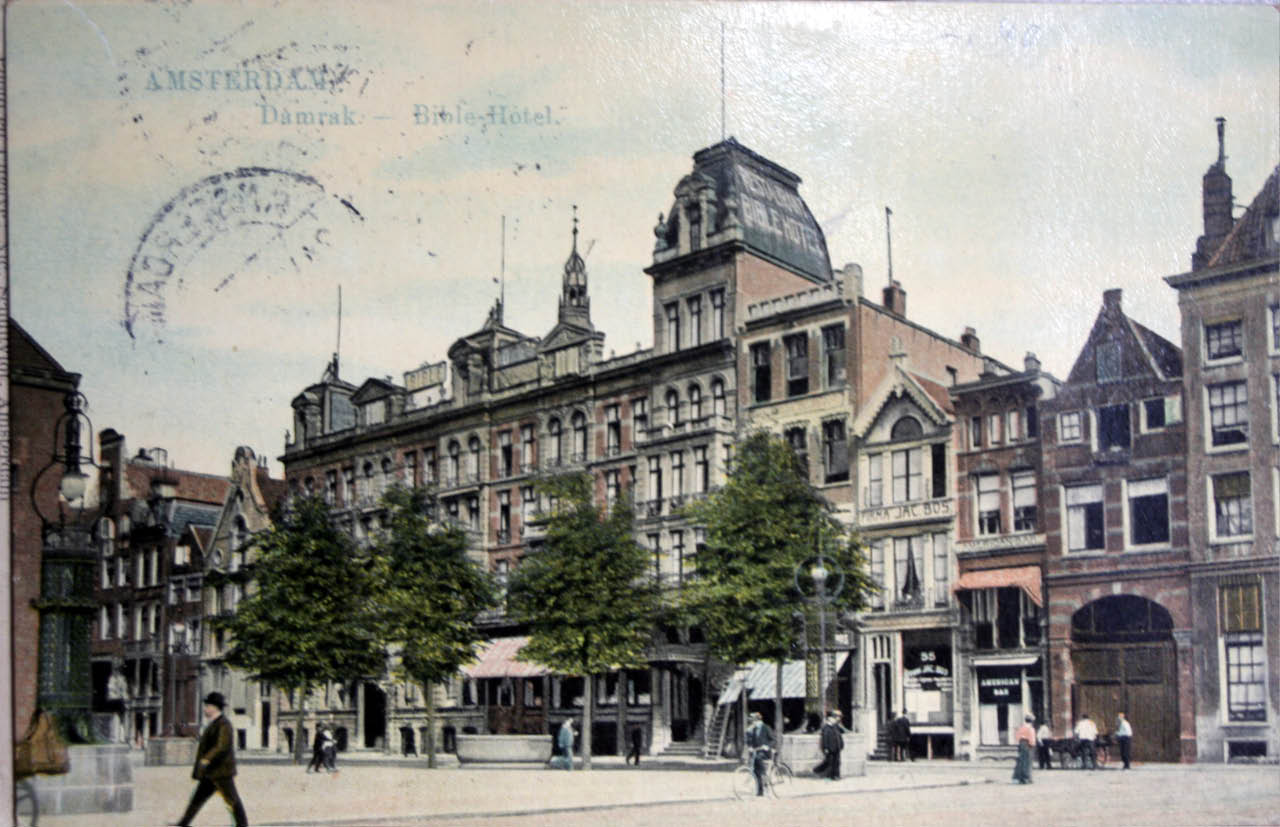
Lantaarns en fonteinen voor het Bible-hotel, dat in 1911 gesloopt werd (foto uit periode 1903-1911)
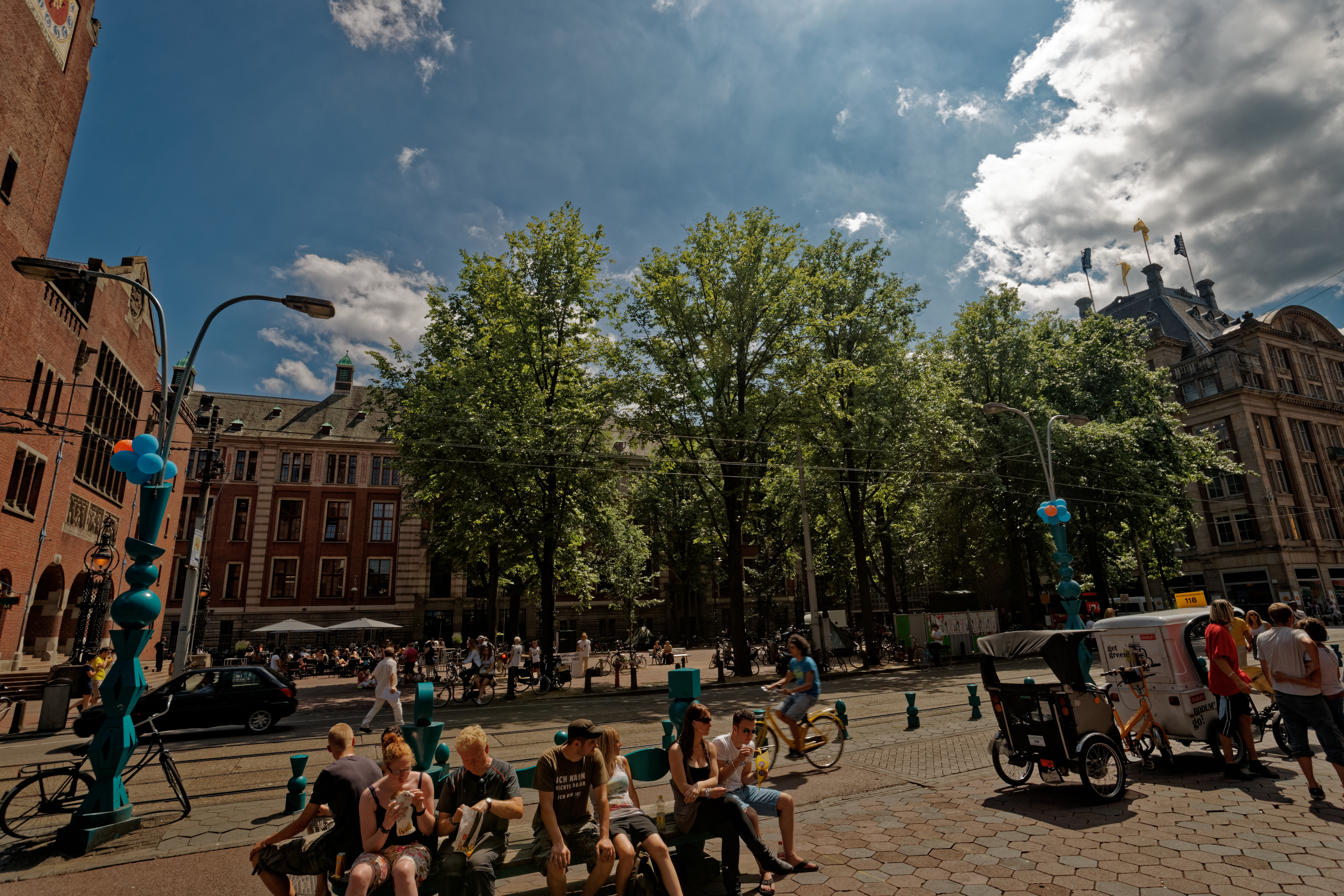
Oude en nieuwe lantaarns naast elkaar (links op de foto, juli 2010)
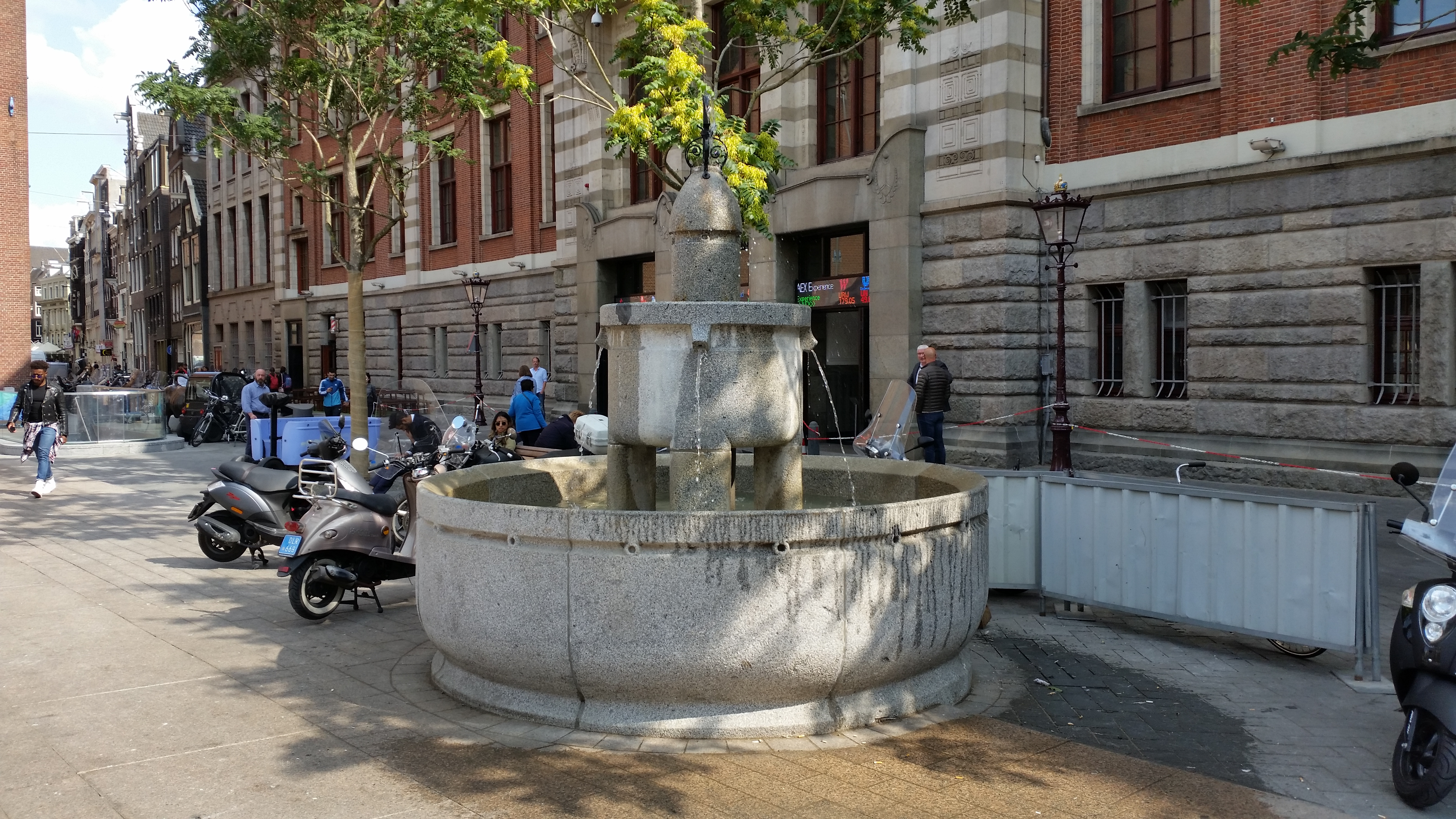
Een van de twee fonteinen (augustus 2018)
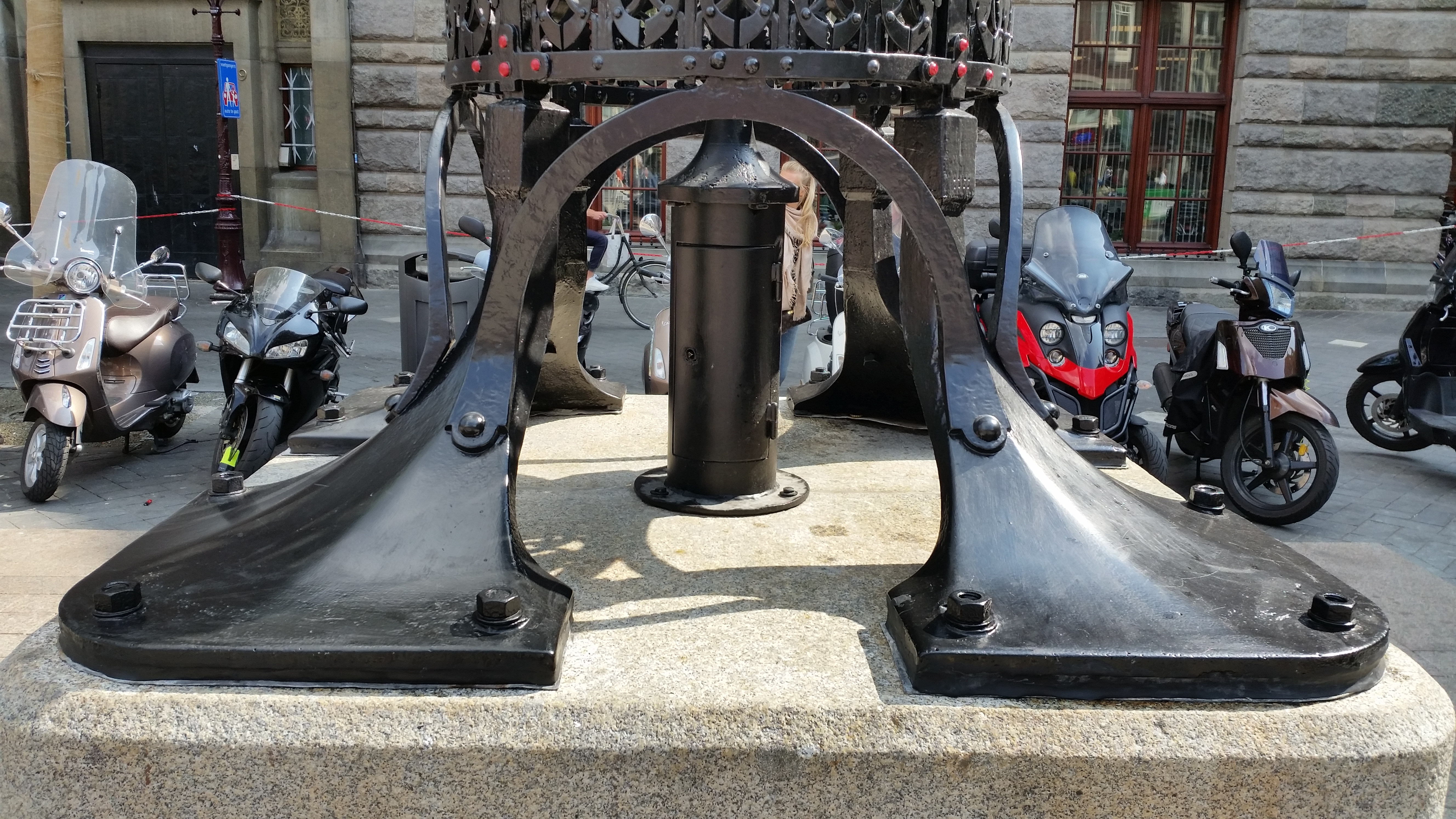
Voetstuk van lantaarn (augustus 2018)
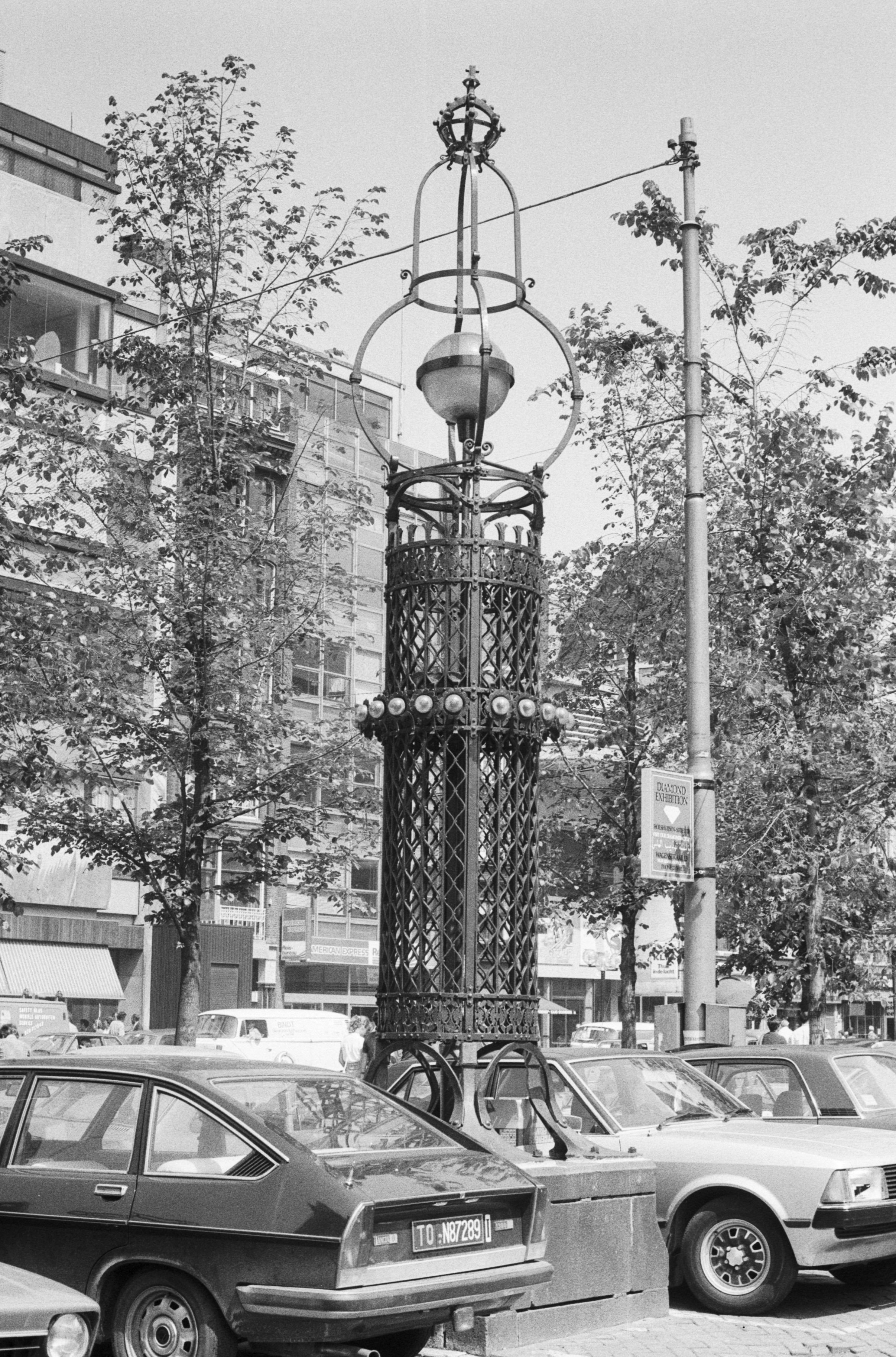
Te zien is de krans met lampjes en de bolarmatuur die is vastgezet op een staaf vanuit de cilinder, aangebracht bij de restauratie in 1975.